# Шиллер, Фанни
Фанни Шиллер Эрнандес (исп. Fanny Schiller Hernández) (3 августа 1901, Мехико, Мексика — 26 сентября 1971, там же) — мексиканская актриса театра и кино и мастер дубляжа, внёсшая огромный вклад в историю мексиканского кинематографа, свыше 200 ролей в кино и телесериалах.

## Биография
Родилась 3 августа 1901 года в Мехико в семье Рикардо Шиллера и Хосефины Эрнандес. В мексиканском кинематографе дебютировала в 1919 году и с тех пор снялась более чем в 200 фильмах и телесериалах. В 1920 году дебютировала в театре и до 1941 года играла в ряде театральных постановок в ряде театров Мехико, также занималась дубляжом и дублировала ряд зарубежных мультяшных героинь. Актриса активно снималась вплоть до своей смерти ударными темпами, каждый год выходило от 5 до 7 новых фильмов с её участием, включая телесериалы
Скончалась 26 сентября 1971 года в Мехико от инфаркта миокарда.

## Личная жизнь
Фанни Шиллер вышла замуж за актёра Мануэля Санчеса Наварро и родила ему одного единственного сына, а тот в свою очередь в 1957 году подарил ей внука — мексиканского актёра Рафаэля Санчеса Наварро. Однако личная жизнь не сложилась и супруги развелись.

## Фильмография

### Телесериалы
- 1969 — Я не верю в мужчин — Асунсьон.
- 1970 — Цена на человека
- 1971 — Свадебная фата

## Дубляж
Фанни Шиллер озвучила несколько зарубежных мультяшных героинь.